# Liste der Gemarkungen im Landkreis Bayreuth
Die Liste der Gemarkungen im Landkreis Bayreuth umfasst die 190 Gemarkungen des Landkreises Bayreuth im Regierungsbezirk Oberfranken des Freistaat Bayerns. 20 Gemarkungen sind hiervon gemeindeübergreifend.

## Gemarkungen im Landkreis Bayreuth
| Nr.    | Gemarkung                      | Gemeinde bzw. gemeindefreies Gebiet | Gemeindeteile | Fläche in km² | Flur- stücke | ⌀-Fläche in m² | Quelle  |
| ------ | ------------------------------ | ----------------------------------- | --- | ------------- | ------------ | -------------- | ------- |
| 092522 | Adlitz                         | Ahorntal                            | Adlitz | 3,233         | 445          | 7265,34        | [ 2 ]   |
| 092520 | Christanz                      | Ahorntal                            | Brünnberg, Christanz | 3,943         | 553          | 7129,70        | [ 3 ]   |
| 092518 | Freiahorn                      | Ahorntal                            | Freiahorn | 2,307         | 540          | 4271,50        | [ 4 ]   |
| 092519 | Kirchahorn                     | Ahorntal                            | Dentlein, Kirchahorn, Klausstein, Neumühle, Rabenstein, Schweinsmühle, Weiher, Windmühle, Wünschendorf, Zauppenberg                                                               | 8,507         | 1246         | 6827,06        | [ 5 ]   |
| 092515 | Körzendorf                     | Ahorntal                            | Hintergereuth, Hütten, Körzendorf, Vordergereuth | 5,509         | 1230         | 4478,78        | [ 6 ]   |
| 092482 | Langweiler Wald                | [mehrere]                           | | 4,520         | 51           | 88620,45       | [ 7 ]   |
| 092482 | Langweiler Wald 0              | Ahorntal                            | |               |              |                |         |
| 092482 | Langweiler Wald 2              | Mistelgau                           | |               |              |                |         |
| 092482 | Langweiler Wald 3              | Waischenfeld                        | |               |              |                |         |
| 092523 | Oberailsfeld                   | Ahorntal                            | Oberailsfeld, Pfaffenberg | 5,001         | 968          | 5166,83        | [ 8 ]   |
| 092521 | Poppendorf                     | Ahorntal                            | Poppendorf | 3,467         | 426          | 8138,03        | [ 9 ]   |
| 092517 | Poppendorfer Wald              | Ahorntal                            | | 3,114         | 13           | 239513,24      | [ 10 ]  |
| 092516 | Reizendorf                     | Ahorntal                            | Hundshof, Reizendorf | 2,349         | 716          | 3280,28        | [ 11 ]  |
| 092514 | Volsbach                       | Ahorntal                            | Eichig, Langweil, Volsbach | 4,260         | 797          | 5345,04        | [ 12 ]  |
| 092403 | Aufseß                         | Aufseß                              | Aufseß, Heckenhof, Oberaufseß | 8,182         | 1152         | 7102,24        | [ 13 ]  |
| 092404 | Hochstahl                      | [mehrere]                           | | 8,808         | 849          | 10374,03       | [ 14 ]  |
| 092404 | Hochstahl 0                    | Aufseß                              | Hochstahl |               |              |                |         |
| 092404 | Hochstahl 1                    | Hollfeld                            | Tiefenlesau |               |              |                |         |
| 092401 | Sachsendorf                    | Aufseß                              | Hundshof, Sachsendorf | 5,647         | 706          | 7999,18        | [ 15 ]  |
| 092406 | Schressendorf                  | [mehrere]                           | | 3,370         | 469          | 7184,67        | [ 16 ]  |
| 092406 | Schressendorf 0                | Aufseß                              | Dörnhof, Kobelsberg |               |              |                |         |
| 092406 | Schressendorf 1                | Plankenfels                         | Schressendorf |               |              |                |         |
| 092405 | Zochenreuth                    | Aufseß                              | Zochenreuth | 1,977         | 177          | 11170,13       | [ 17 ]  |
| 092363 | Bad Berneck                    | Bad Berneck                         | Bad Berneck, Frankenhammer, Kutschenrangen, Rödlasberg, Warmeleithen | 7,983         | 2393         | 3336,12        | [ 18 ]  |
| 092364 | Bärnreuth                      | Bad Berneck                         | Bärnreuth, Heinersreuth | 5,449         | 586          | 9298,71        | [ 19 ]  |
| 092368 | Escherlich                     | Bad Berneck                         | Brandleithen, Bruckmühle, Degmann, Escherlich, Föllmar, Föllmarsberg, Fornenmühle, Hinterröhrenhof, Juliusthal, Schmelz, Steinbühl, Vorderröhrenhof                               | 3,021         | 614          | 4920,08        | [ 20 ]  |
| 092383 | Goldkronacher Forst            | [mehrere]                           | | 18,037        | 216          | 83502,51       | [ 21 ]  |
| 092383 | Goldkronacher Forst 0          | Bad Berneck                         | |               |              |                |         |
| 092383 | Goldkronacher Forst 2          | Goldkronach                         | |               |              |                |         |
| 092383 | Goldkronacher Forst 3          | Warmensteinach                      | |               |              |                |         |
| 092367 | Goldmühl                       | Bad Berneck                         | Goldmühl, Mainleithen | 0,360         | 130          | 2772,79        | [ 22 ]  |
| 092365 | Nenntmannsreuth                | Bad Berneck                         | Birkenhof, Doebitsch, Eichberg, Falkenhaus, Nenntmannsreuth | 2,565         | 209          | 12273,29       | [ 23 ]  |
| 092366 | Neudorf                        | Bad Berneck                         | Gesees, Neudorf | 3,781         | 258          | 14655,38       | [ 24 ]  |
| 092362 | Rimlas                         | Bad Berneck                         | Gothendorf, Hohenknoden, Köslar, Micheldorf, Rimlas | 7,185         | 458          | 15687,24       | [ 25 ]  |
| 092361 | Wasserknoden                   | Bad Berneck                         | Jägersruh, Kolbenhof, Mooshof, Neuhaus, Wasserknoden | 3,214         | 323          | 9951,04        | [ 26 ]  |
| 092552 | Betzenstein                    | Betzenstein                         | Betzenstein | 2,995         | 1251         | 2394,33        | [ 27 ]  |
| 092550 | Leupoldstein                   | Betzenstein                         | Altenwiesen, Leupoldstein | 3,657         | 760          | 4811,86        | [ 28 ]  |
| 092548 | Ottenberg                      | Betzenstein                         | Höchstädt, Kröttenhof, Mergners, Ottenberg | 5,647         | 731          | 7724,41        | [ 29 ]  |
| 092553 | Spies                          | Betzenstein                         | Eibenthal, Eichenstruth, Illafeld, Riegelstein, Schermshöhe, Spies | 12,821        | 1655         | 7746,90        | [ 30 ]  |
| 092551 | Stierberg                      | Betzenstein                         | Eckenreuth, Hetzendorf, Hunger, Klausberg, Münchs, Reipertsgesee, Stierberg, Waiganz                                                                                              | 17,411        | 2668         | 6525,74        | [ 31 ]  |
| 092549 | Weidensees                     | Betzenstein                         | Hüll, Weidensees | 9,303         | 1221         | 7618,83        | [ 32 ]  |
| 092377 | Bindlach                       | Bindlach                            | Allersdorf, Bindlach, Eckershof, Flurhof, Furtbach, Grabenhaus, Röhrig, Ruh, Schleifmühle, Stöckig                                                                                | 10,942        | 3062         | 3573,49        | [ 33 ]  |
| 092373 | Benk                           | Bindlach                            | Benk, Bindlacher Berg, Deps, Friedrichshof, Katzeneichen, Schrot | 10,514        | 1433         | 7336,78        | [ 34 ]  |
| 092375 | Crottendorf                    | Bindlach                            | Crottendorf, Gemein, Neuhaus, Röthelbach, Weiherhaus, Zettlitz | 2,160         | 318          | 6791,39        | [ 35 ]  |
| 092376 | Euben                          | Bindlach                            | Buchhof, Dörflas, Euben, Forkenhof, Haselhof, Heisenstein, Obergräfenthal, Pferch, Theta                                                                                          | 9,062         | 719          | 12602,99       | [ 36 ]  |
| 092370 | Bischofsgrün                   | Bischofsgrün                        | Birnstengel, Bischofsgrün, Fröbershammer, Glasermühle, Göhren, Güßhügel, Hedlerreuth, Hirschhaid, Hohehaid, Höhenklinik Bischofsgrün, Karches, Rangen                             | 5,397         | 1723         | 3132,08        | [ 37 ]  |
| 092369 | Wülfersreuth                   | Bischofsgrün                        | Eichig, Neuhaus, Wülfersreuth | 2,992         | 378          | 7914,06        | [ 38 ]  |
| 092490 | Creußen                        | Creußen                             | Creußen, Hagenreuth | 7,449         | 2075         | 3589,76        | [ 39 ]  |
| 092488 | Boden                          | Creußen                             | Boden, Dorschenhof, Hagenohe, Hammermühle, Hörhof, Lankenreuth, Sägmühle, Sorg | 6,364         | 598          | 10642,60       | [ 40 ]  |
| 092492 | Bühl                           | Creußen                             | Bühl | 1,186         | 412          | 2879,22        | [ 41 ]  |
| 092469 | Forst Thiergarten              | [mehrere]                           | | 6,275         | 53           | 118404,30      | [ 42 ]  |
| 092469 | Forst Thiergarten 1            | Haag                                | |               |              |                |         |
| 092469 | Forst Thiergarten 2            | Emtmannsberg                        | |               |              |                |         |
| 092469 | Forst Thiergarten 3            | Creußen                             | |               |              |                |         |
| 092491 | Gottsfeld                      | Creußen                             | Gottsfeld, Großweiglareuth, Hörlasreuth, Kleinweiglareuth, Oberneueben, Schwürz, Unterneueben, Wasserkraut                                                                        | 16,132        | 1367         | 11801,33       | [ 43 ]  |
| 092496 | Haidhof                        | Creußen                             | Althaidhof, Kotzmannsreuth, Letten (zum Teil), Neuhaidhof und Neuhaus | 3,545         | 847          | 4185,19        | [ 44 ]  |
| 092494 | Lindenhardt                    | Creußen                             | Lindenhardt, Oberhöhlmühle, Unterhöhlmühle | 9,078         | 1163         | 7805,27        | [ 45 ]  |
| 092484 | Lindenhardter Forst-Nordwest   | [mehrere]                           | | 8,315         | 95           | 87521,75       | [ 46 ]  |
| 092484 | Lindenhardter Forst-Nordwest 1 | Creußen                             | |               |              |                |         |
| 092484 | Lindenhardter Forst-Nordwest 2 | Hummeltal                           | |               |              |                |         |
| 092484 | Lindenhardter Forst-Nordwest 3 | Haag                                | |               |              |                |         |
| 092484 | Lindenhardter Forst-Nordwest 4 | Gesees                              | |               |              |                |         |
| 092493 | Neuhof                         | Creußen                             | Altenkünsberg, Haaghaus, Neuhof, Oberschwarzach, Tiefenthal, Unterschwarzach | 11,917        | 1410         | 8451,67        | [ 47 ]  |
| 092489 | Seidwitz                       | Creußen                             | Seidwitz | 3,799         | 548          | 6932,20        | [ 48 ]  |
| 092495 | Stockmühle                     | Creußen                             | Stockmühle | 0,062         | 20           | 3079,96        | [ 49 ]  |
| 092439 | Wolfsbach                      | [mehrere]                           | | 6,093         | 898          | 6784,88        | [ 50 ]  |
| 092439 | Wolfsbach 0                    | Bayreuth                            | Krugshof, Püttelshof, Schlehenberg, Schlehenmühle, Wolfsbach |               |              |                |         |
| 092439 | Wolfsbach 1                    | Creußen                             | Eimersmühle, Neuenreuth, Ottmannsreuth |               |              |                |         |
| 092422 | Eckersdorf                     | Eckersdorf                          | Eckersdorf, Forst, Hardt, Lohe | 6,237         | 1854         | 3363,94        | [ 51 ]  |
| 092418 | Busbach                        | Eckersdorf                          | Busbach, Lochau, Melkendorf, Stein, Vorlahm | 10,282        | 1624         | 6331,47        | [ 52 ]  |
| 092421 | Donndorf                       | Eckersdorf                          | Donndorf, Matzenberg, Schloss Fantaisie | 2,241         | 1009         | 2221,19        | [ 53 ]  |
| 092419 | Eschen                         | Eckersdorf                          | Eschen, Lahm, Windhof | 4,947         | 514          | 9625,38        | [ 54 ]  |
| 092423 | Forst Neustädtlein am Forst    | [mehrere]                           | | 7,554         | 43           | 175681,83      | [ 55 ]  |
| 092423 | Forst Neustädtlein am Forst 0  | Eckersdorf                          | Waldhütte |               |              |                |         |
| 092423 | Forst Neustädtlein am Forst 1  | Forst Neustädtlein am Forst         | |               |              |                |         |
| 092417 | Neustädtlein am Forst          | Eckersdorf                          | Heisenstein, Neustädtlein am Forst, Pleofen, Simmelbuch | 7,154         | 828          | 8640,59        | [ 56 ]  |
| 092420 | Oberwaiz                       | Eckersdorf                          | Oberwaiz, Schanz, Tröbersdorf | 5,302         | 881          | 6018,05        | [ 57 ]  |
| 092441 | Emtmannsberg                   | Emtmannsberg                        | Emtmannsberg, Pirschling | 1,871         | 539          | 3470,90        | [ 58 ]  |
| 092443 | Birk                           | Emtmannsberg                        | Amoslohe, Birk, Eichen, Eichhammer, Eichschlag, Fickmühle, Linhardshaus, Oberölschnitz, Reuthaus, Seidelmühle, Unterölschnitz                                                     | 11,259        | 1484         | 7587,24        | [ 59 ]  |
| 092442 | Hauendorf                      | Emtmannsberg                        | Gampelmühle, Gottelhof, Hauendorf, Troschenreuth, Wiedent | 3,864         | 497          | 7774,23        | [ 60 ]  |
| 092440 | Schamelsberg                   | Emtmannsberg                        | Bühl, Hühl, Schamelsberg | 2,915         | 236          | 12350,00       | [ 61 ]  |
| 092388 | Fichtelberg                    | [mehrere]                           | | 27,004        | 2110         | 12798,25       | [ 62 ]  |
| 092388 | Fichtelberg 0                  | Fichtelberg                         | Fichtelberg, Hüttstadl, Neubau |               |              |                |         |
| 092388 | Fichtelberg 1                  | Fichtelberg                         | |               |              |                |         |
| 092356 | Gefrees                        | Gefrees                             | Gefrees (zum Teil), Oberneuenreuth | 5,311         | 2214         | 2398,88        | [ 63 ]  |
| 092353 | Falls                          | Gefrees                             | Falls, Höflas, Wagnerseinzel | 4,861         | 479          | 10148,33       | [ 64 ]  |
| 092359 | Grünstein                      | Gefrees                             | Böseneck, Gefrees (zum Teil), Grünhügel, Grünstein, Kastenmühle | 3,790         | 586          | 6467,27        | [ 65 ]  |
| 092357 | Kornbach                       | Gefrees                             | Haidlas, Knopfhammer, Kornbach | 4,631         | 853          | 5429,21        | [ 66 ]  |
| 092358 | Lützenreuth                    | Gefrees                             | Ackermannshof, Hinterer Kesselberg, Lützenreuth, Meyerhof, Stein, Vorderer Kesselberg                                                                                             | 6,454         | 603          | 10703,45       | [ 67 ]  |
| 092360 | Metzlersreuth                  | Gefrees                             | Entenmühle, Gottmannsberg, Hämmerlas, Hermersreuth, Metzlersreuth, Schamlesberg, Schweinsbach                                                                                     | 10,055        | 1005         | 10004,93       | [ 68 ]  |
| 092351 | Streitau                       | Gefrees                             | Hinterbug, Hollenreuth, Kirschbaum, Mittelbug, Neubau, Oberbug, Petzet, Streitau, Streitauermühle, Unterbug                                                                       | 4,466         | 783          | 5703,35        | [ 69 ]  |
| 092354 | Witzleshofen                   | Gefrees                             | Bechertshöfen, Bucheck, Hutschenreuth, Sand, Witzleshofen | 2,915         | 489          | 5960,49        | [ 70 ]  |
| 092355 | Wundenbach                     | Gefrees                             | Lübnitz, Neuenreuth, Wundenbach | 4,368         | 502          | 8700,37        | [ 71 ]  |
| 092352 | Zettlitz                       | Gefrees                             | Zettlitz | 3,476         | 622          | 5588,10        | [ 72 ]  |
| 092464 | Gesees                         | Gesees                              | Eichenreuth, Gesees (zum Teil), Hohenfichten, Spänfleck, Thalmühle | 6,061         | 1665         | 3640,32        | [ 73 ]  |
| 092463 | Forkendorf                     | Gesees                              | Forkendorf, Forstmühle, Gesees (zum Teil) | 3,831         | 622          | 6159,63        | [ 74 ]  |
| 092416 | Glashütten                     | Glashütten                          | Glashütten | 3,506         | 1149         | 3051,60        | [ 75 ]  |
| 092483 | Glashüttener Forst             | [mehrere]                           | | 4,787         | 53           | 90319,30       | [ 76 ]  |
| 092483 | Glashüttener Forst 0           | Glashütten                          | Altenhimmel |               |              |                |         |
| 092483 | Glashüttener Forst 1           | Glashüttener Forst                  | |               |              |                |         |
| 092380 | Goldkronach                    | Goldkronach                         | Goldkronach | 3,465         | 1337         | 2591,79        | [ 77 ]  |
| 092379 | Brandholz                      | Goldkronach                         | Beerfleck, Brandholz, Frankenberg, Geräum, Goldberg, Schlegelberg, Sickenreuth, Silberrose, Zoppaten                                                                              | 4,173         | 831          | 5021,19        | [ 78 ]  |
| 092381 | Dressendorf                    | Goldkronach                         | Dressendorf, Forthof, Melm, Sand, Sandhof | 5,685         | 626          | 9081,24        | [ 79 ]  |
| 092378 | Leisau                         | Goldkronach                         | Kottersreuth, Leisau | 3,074         | 334          | 9203,40        | [ 80 ]  |
| 092382 | Nemmersdorf                    | Goldkronach                         | Friedrichsloh, Goldner Hirsch, Haag, Heidelleithen, Konradswiese, Kreuzstein, Kühleithen, Nemmersdorf, Pfarrloh, Pfergacker, Pöllersdorf, Reuth, Saas, Sommerleithen, Ziegelhütte | 6,845         | 773          | 8854,74        | [ 81 ]  |
| 092487 | Haag                           | Haag                                | Bockmühle, Bocksrück, Haag, Huth, Leismühle, Sahrmühle | 4,886         | 736          | 6639,09        | [ 82 ]  |
| 092485 | Obernschreez                   | Haag                                | Culmberg, Gosen, Obernschreez | 3,704         | 412          | 8990,84        | [ 83 ]  |
| 092486 | Unternschreez                  | Haag                                | Freileithen, Unternschreez | 1,541         | 457          | 3371,22        | [ 84 ]  |
| 092428 | Heinersreuth                   | Heinersreuth                        | Denzenlohe, Flur, Heinersreuth, Tannenbach | 3,030         | 1297         | 2336,20        | [ 85 ]  |
| 092425 | Altenplos                      | Heinersreuth                        | Altenplos, Dürrwiesen, Grüngraben, Lichtentanne, Sorg | 2,091         | 991          | 2109,62        | [ 86 ]  |
| 092427 | Cottenbach                     | Heinersreuth                        | Cottenbach, Martinsreuth, Neuenplos, Stockhaus, Unterkonnersreuth | 6,114         | 731          | 8363,55        | [ 87 ]  |
| 092426 | Unterwaiz                      | Heinersreuth                        | Hahnenhof, Unterwaiz, Weikenreuth | 3,440         | 535          | 6430,12        | [ 88 ]  |
| 092424 | Heinersreuther Forst           | Heinersreuther Forst                | | 7,610         | 44           | 172961,78      | [ 89 ]  |
| 092396 | Hollfeld                       | Hollfeld                            | Hollfeld | 11,836        | 2540         | 4659,78        | [ 90 ]  |
| 092398 | Drosendorf                     | Hollfeld                            | Drosendorf | 8,035         | 785          | 10235,50       | [ 91 ]  |
| 092394 | Kainach                        | Hollfeld                            | Kainach | 3,988         | 473          | 8431,04        | [ 92 ]  |
| 092391 | Krögelstein                    | Hollfeld                            | Krögelstein, Schnackenwöhr | 7,224         | 1048         | 6893,31        | [ 93 ]  |
| 092397 | Schönfeld                      | [mehrere]                           | | 13,484        | 1667         | 8088,66        | [ 94 ]  |
| 092397 | Schönfeld 0                    | Hollfeld                            | Fernreuth, Hainbach, Pilgerndorf, Schönfeld, Utzbürg, Wohnsdorf |               |              |                |         |
| 092397 | Schönfeld 1                    | Plankenfels                         | Meuschlitz |               |              |                |         |
| 092400 | Stechendorf                    | Hollfeld                            | Gottelhof, Stechendorf | 6,074         | 779          | 7796,81        | [ 95 ]  |
| 092399 | Treppendorf                    | Hollfeld                            | Höfen, Moggendorf, Treppendorf, Welkendorf | 10,760        | 1097         | 9808,53        | [ 96 ]  |
| 092395 | Weiher                         | Hollfeld                            | Neidenstein, Weiher | 4,442         | 618          | 7187,66        | [ 97 ]  |
| 092392 | Wiesentfels                    | Hollfeld                            | Loch, Wiesentfels | 8,165         | 674          | 12114,57       | [ 98 ]  |
| 092467 | Creez                          | [mehrere]                           | | 8,328         | 1286         | 6475,78        | [ 99 ]  |
| 092467 | Creez 0                        | Hummeltal                           | Bärnreuth, Creez, Eichen, Gubitzmoos, Hohenreuth, Neß, Rosengarten, Röthelbach, Schützenmühle, Voitsreuth                                                                         |               |              |                |         |
| 092467 | Creez 1                        | Mistelgau                           | Hundshof, Laimen, Lenz, Moosing, Obere Culm, Schobertsberg, Schobertsreuth, Untere Culm,                                                                                          |               |              |                |         |
| 092468 | Hinterkleebach                 | Hummeltal                           | Hinterkleebach, Moritzmühle, Moritzreuth, Muthmannsreuth, Neumühle, Weiglathal | 6,241         | 777          | 8032,39        | [ 100 ] |
| 092466 | Pettendorf                     | Hummeltal                           | Pettendorf, Pettendorfermühle | 3,192         | 1070         | 2982,75        | [ 101 ] |
| 092465 | Pittersdorf                    | Hummeltal                           | Pittersdorf, Steinmühle | 2,866         | 1136         | 2523,12        | [ 102 ] |
| 092455 | Kirchenpingarten               | Kirchenpingarten                    | Eckartsreuth, Flinsberg, HahnengrünKirchenpingarten, Muckenreuth | 16,314        | 1277         | 12775,22       | [ 103 ] |
| 092456 | Lienlas                        | Kirchenpingarten                    | Dennhof, Fuchsendorf, Grub, Herrnmühle, Lienlas, Schmetterslohe | 7,341         | 1049         | 6998,57        | [ 104 ] |
| 092457 | Reislas                        | Kirchenpingarten                    | Langengefäll, Reislas | 2,825         | 286          | 9878,43        | [ 105 ] |
| 092458 | Tressau                        | Kirchenpingarten                    | Kirmsees, Tressau, Zengerslohe | 7,067         | 690          | 10241,47       | [ 106 ] |
| 092390 | Mehlmeisel                     | Mehlmeisel                          | Erllohe, Fischlohe, Hüttstadl, Klausenhäusl, Mehlmeisel, Mitterlind, Oberlind, Richardsfeld, Unterlind                                                                            | 11,773        | 1472         | 7997,64        | [ 107 ] |
| 092389 | Neugrün                        | Mehlmeisel                          | Neugrün | 0,487         | 82           | 5940,92        | [ 108 ] |
| 092462 | Mistelbach                     | Mistelbach                          | Finkenmühle, Mistelbach, Poppenmühle, Schnörleinsmühle, Sonnenleithen, Zeckenmühle                                                                                                | 6,124         | 1951         | 3138,77        | [ 109 ] |
| 092413 | Mistelgau                      | Mistelgau                           | Kreckenmühle, Mistelgau, Striegelhof | 8,436         | 2544         | 3316,19        | [ 110 ] |
| 092412 | Frankenhaag                    | Mistelgau                           | Frankenhaag, Hardt, Klingenmühle, Ochsenholz, Sorg, Streit | 3,540         | 561          | 6310,27        | [ 111 ] |
| 092411 | Mengersdorf                    | Mistelgau                           | Außerleithen, Bärnreuth, Mengersdorf, Pensenleithen | 4,066         | 426          | 9545,12        | [ 112 ] |
| 092408 | Obernsees                      | Mistelgau                           | Böhnershof, Braunersberg, Friedrichsruh, Gries, Obernsees | 5,165         | 1130         | 4570,47        | [ 113 ] |
| 092415 | Plösen                         | Mistelgau                           | Gollenbach, Harloth, Plösen | 3,551         | 735          | 4558,61        | [ 114 ] |
| 092409 | Seitenbach                     | Mistelgau                           | Engelmeß, Eschenmühle, Geislareuth, Göritzen, Seitenbach, Tennig | 6,441         | 1005         | 6408,53        | [ 115 ] |
| 092410 | Truppach                       | Mistelgau                           | Schnackenwöhr, Truppach | 2,542         | 564          | 4506,79        | [ 116 ] |
| 092414 | Wohnsgehaig                    | Mistelgau                           | Äußerer Graben, Schöchleins, Wohnsgehaig | 3,639         | 810          | 4492,58        | [ 117 ] |
| 092372 | Neubauer Forst-Nord            | Neubauer Forst-Nord                 | | 5,657         | 16           | 353558,55      | [ 118 ] |
| 092543 | Pegnitz                        | Pegnitz                             | Pegnitz | 8,111         | 4325         | 1875,45        | [ 119 ] |
| 092546 | Bronn                          | Pegnitz                             | Bronn, Lüglas | 8,203         | 1474         | 5565,38        | [ 120 ] |
| 092539 | Buchau                         | Pegnitz                             | Buchau, Haidmühle, Kaltenthal, Kotzenhammer, Lehm, Rosenhof, Scharthammer, Wolfslohe                                                                                              | 15,623        | 3049         | 5124,00        | [ 121 ] |
| 092538 | Büchenbach                     | Pegnitz                             | Büchenbach, Kosbrunn | 7,088         | 1457         | 4865,02        | [ 122 ] |
| 092530 | Elbersberg                     | [mehrere]                           | | 10,316        | 1769         | 5831,81        | [ 123 ] |
| 092530 | Elbersberg 0                   | Pegnitz                             | Willenreuth |               |              |                |         |
| 092530 | Elbersberg 1                   | Pottenstein                         | Altenhof, Elbersberg, Geusmanns, Mittelmühle, Schüttersmühle, Wannberg, Weidenhüll bei Elbersberg                                                                                 |               |              |                |         |
| 092544 | Hainbronn                      | Pegnitz                             | Hainbronn, Hammerbühl, Heroldsreuth, Horlach, Nemschenreuth, Neudorf, Stein, Weidelwangermühle, Weidmannshöhe, Willenberg                                                         | 17,242        | 3801         | 4536,16        | [ 124 ] |
| 092541 | Körbeldorf                     | Pegnitz                             | Hollenberg, Körbeldorf, Oberhauenstein, Unterhauenstein | 9,462         | 1597         | 5924,73        | [ 125 ] |
| 092537 | Leups                          | Pegnitz                             | Bodendorf, Leups, Leupsermühle | 5,082         | 922          | 5511,55        | [ 126 ] |
| 092545 | Penzenreuth                    | Pegnitz                             | Lobensteig, Neuhof, Penzenreuth, Pertenhof, Reisach | 7,298         | 907          | 8045,83        | [ 127 ] |
| 092536 | Trockau                        | Pegnitz                             | Hedelmühle, Herrenmühle, Trockau, Vestenmühle, Ziegelhütte | 3,830         | 810          | 4728,76        | [ 128 ] |
| 092542 | Troschenreuth                  | Pegnitz                             | Birklmühle, Großkrausmühle, Kleinkrausmühle, Troschenreuth | 6,129         | 1095         | 5597,23        | [ 129 ] |
| 092556 | Veldensteinerforst             | [mehrere]                           | | 55,598        | 212          | 262254,75      | [ 130 ] |
| 092556 | Veldensteinerforst 0           | Pegnitz                             | Hufeisen-Waldhaus |               |              |                |         |
| 092556 | Veldensteinerforst 1           | Veldensteiner Forst                 | |               |              |                |         |
| 092540 | Zips                           | Pegnitz                             | Langenreuth, Stemmenreuth, Zips | 10,010        | 1442         | 6941,54        | [ 131 ] |
| 092407 | Plankenfels                    | Plankenfels                         | Eichenmühle, Hammer, Kaupersberg, Neumühle, Neuwelt, Plankenfels, Plankenstein, Ringau, Scherleithen, Schlotmühle, Schrenkersberg, Wadendorf                                      | 10,166        | 1920         | 5294,73        | [ 132 ] |
| 092555 | Plech                          | Plech                               | Fallmeisterei, Plech, Schönthal | 6,051         | 1634         | 3703,02        | [ 133 ] |
| 092554 | Ottenhof                       | Plech                               | Bernheck, Ottenhof, Strüthof | 9,240         | 981          | 9419,16        | [ 134 ] |
| 092529 | Pottenstein                    | Pottenstein                         | Pottenstein, Siegmannsbrunn | 8,435         | 2018         | 4179,68        | [ 135 ] |
| 092526 | Haßlach                        | Pottenstein                         | Haselbrunn, Haßlach, Kleinlesau, Mandlau, Prüllsbirkig, Weidmannsgesees | 15,659        | 1939         | 8075,96        | [ 136 ] |
| 092525 | Hohenmirsberg                  | Pottenstein                         | Hohenmirsberg, Pullendorf, Steifling | 9,507         | 1308         | 7268,42        | [ 137 ] |
| 092531 | Kirchenbirkig                  | Pottenstein                         | Kirchenbirkig, Kleinkirchenbirkig, Trägweis, Weidenloh | 10,162        | 1805         | 5629,69        | [ 138 ] |
| 092532 | Kühlenfels                     | Pottenstein                         | Kühlenfels | 1,860         | 404          | 4603,60        | [ 139 ] |
| 092534 | Leienfels                      | Pottenstein                         | Graisch, Leienfels, Soranger, Weidenhüll bei Leienfels, Weidenhüll-Knock | 3,953         | 450          | 8784,48        | [ 140 ] |
| 092527 | Püttlach                       | Pottenstein                         | Püttlach, Rupprechtshöhe | 6,460         | 1200         | 5383,08        | [ 141 ] |
| 092533 | Regenthal                      | Pottenstein                         | Regenthal, Waidach | 2,303         | 799          | 2882,68        | [ 142 ] |
| 092528 | Tüchersfeld                    | Pottenstein                         | Arnleithen, Rackersberg, Tüchersfeld | 4,370         | 844          | 5177,33        | [ 143 ] |
| 092524 | Vorderkleebach                 | Pottenstein                         | Vorderkleebach | 2,110         | 279          | 7563,36        | [ 144 ] |
| 092547 | Waidacher Forst                | [mehrere]                           | | 6,473         | 39           | 165985,22      | [ 145 ] |
| 092547 | Waidacher Forst 0              | Pottenstein                         | |               |              |                |         |
| 092547 | Waidacher Forst 1              | Waidacher Forst                     | |               |              |                |         |
| 092497 | Prebitz                        | [mehrere]                           | | 23,279        | 3025         | 7695,59        | [ 146 ] |
| 092497 | Prebitz 0                      | Prebitz                             | Altencreußen, Bieberswöhr, Engelmannsreuth, Funkendorf, Großkorbis, Kleinkorbis, Losau, Prebitz, Prebitzmühle, Preußling, Rohrmühle, Ruspen, Sand, Voita                          |               |              |                |         |
| 092497 | Prebitz 1                      | Speichersdorf                       | Frankenberg |               |              |                |         |
| 092535 | Prüll                          | Prüll                               | | 2,220         | 5            | 443936,41      | [ 147 ] |
| 092498 | Schnabelwaid                   | Schnabelwaid                        | Schnabelwaid, Schönfeld | 6,824         | 1317         | 5181,57        | [ 148 ] |
| 092499 | Preunersfeld                   | Schnabelwaid                        | Arnoldsreuth, Craimoos, Gößmannsreuth, Neumühle, Preunersfeld, Schmellenhof | 7,545         | 596          | 12659,04       | [ 149 ] |
| 092500 | Schnabelwaider Kütschenrain    | Schnabelwaid                        | | 6,923         | 23           | 300986,56      | [ 150 ] |
| 092459 | Seybothenreuth                 | [mehrere]                           | | 18,553        | 1871         | 9916,05        | [ 151 ] |
| 092459 | Seybothenreuth 0               | Seybothenreuth                      | Döberschütz, Draisenfeld, Fenkensees, Forst, Petzelmühle, Seybothenreuth, Wallenbrunn, Würnsreuth                                                                                 |               |              |                |         |
| 092459 | Seybothenreuth 1               | Speichersdorf                       | Brüderes, Buschmühle, Weißenreuth |               |              |                |         |
| 092470 | Seybothenreuther Forst         | [mehrere]                           | | 3,734         | 27           | 138290,08      | [ 152 ] |
| 092470 | Seybothenreuther Forst 0       | Seybothenreuth                      | |               |              |                |         |
| 092470 | Seybothenreuther Forst 1       | Speichersdorf                       | |               |              |                |         |
| 092505 | Speichersdorf                  | Speichersdorf                       | Speichersdorf (zum Teil) | 5,722         | 1517         | 3772,10        | [ 153 ] |
| 092513 | Guttenthau                     | Speichersdorf                       | Rosenhof, Guttenthau | 2,810         | 278          | 10108,99       | [ 154 ] |
| 092503 | Haidenaab                      | Speichersdorf                       | Beerhof, Göppmannsbühl am Bach, Göppmannsbühl am Berg, Haidenaab, Lettenhof, Tauritzmühle                                                                                         | 9,673         | 1028         | 9409,23        | [ 155 ] |
| 092504 | Kirchenlaibach                 | Speichersdorf                       | Kirchenlaibach | 3,729         | 858          | 4346,28        | [ 156 ] |
| 092511 | Kodlitz                        | Speichersdorf                       | Forsthaus, Holzmühle (zum Teil), Kodlitz | 2,869         | 267          | 10746,89       | [ 157 ] |
| 092509 | Nairitz                        | Speichersdorf                       | Kellerhut, Nairitz, Weiherhut | 1,592         | 213          | 7423,23        | [ 158 ] |
| 092510 | Plössen                        | Speichersdorf                       | Plössen, Selbitz, Speichersdorf (zum Teil), Sorg (zum Teil) | 4,937         | 700          | 7052,75        | [ 159 ] |
| 092512 | Ramlesreuth                    | Speichersdorf                       | Aumühle, Holzmühle (zum Teil), Ramlesreuth, Sorg (zum Teil) | 3,743         | 394          | 9500,54        | [ 160 ] |
| 092508 | Roslas                         | Speichersdorf                       | Roslas | 1,278         | 90           | 14204,05       | [ 161 ] |
| 092507 | Windischenlaibach              | Speichersdorf                       | Hundsmühle, Speichersdorf (zum Teil), Windischenlaibach | 2,703         | 433          | 6243,54        | [ 162 ] |
| 092506 | Wirbenz                        | Speichersdorf                       | Teufelhammer, Wirbenz | 5,852         | 921          | 6354,30        | [ 163 ] |
| 092502 | Zeulenreuth                    | Speichersdorf                       | Zeulenreuth | 0,873         | 190          | 4597,14        | [ 164 ] |
| 092474 | Waischenfeld                   | Waischenfeld                        | Gutenbiegen, Hammermühle, Pulvermühle, Schlößlein, Waischenfeld | 4,667         | 1530         | 3050,30        | [ 165 ] |
| 092471 | Breitenlesau                   | Waischenfeld                        | Breitenlesau | 9,585         | 1336         | 7174,27        | [ 166 ] |
| 092479 | Eichenbirkig                   | Waischenfeld                        | Rabeneck, Schönhof, Eichenbirkig | 3,496         | 358          | 9764,18        | [ 167 ] |
| 092477 | Gösseldorf                     | Waischenfeld                        | Doos, Gösseldorf, Heroldsberg, Heroldsberg-Tal, Hubenberg, Saugendorf | 12,839        | 1725         | 7442,74        | [ 168 ] |
| 092475 | Hannberg                       | Waischenfeld                        | Hannberg, Kugelau, Neusig, Zeubach | 6,684         | 1333         | 5013,90        | [ 169 ] |
| 092480 | Köttweinsdorf                  | Waischenfeld                        | Köttweinsdorf | 4,019         | 749          | 5366,11        | [ 170 ] |
| 092478 | Langenloh                      | Waischenfeld                        | Langenloh, Sauerhof | 2,758         | 466          | 5918,30        | [ 171 ] |
| 092473 | Löhlitz                        | Waischenfeld                        | Löhlitz, Schafhof | 4,625         | 817          | 5660,54        | [ 172 ] |
| 092472 | Nankendorf                     | Waischenfeld                        | Aalkorb, Nankendorf | 4,390         | 986          | 4452,44        | [ 173 ] |
| 092476 | Seelig                         | Waischenfeld                        | Schönhaid, Seelig | 2,585         | 483          | 5351,34        | [ 174 ] |
| 092385 | Warmensteinach                 | Warmensteinach                      | Brunnenhaus, Neuwelt, Neuwerk, Pfeiferhaus, Warmensteinach, Zainhammer | 3,119         | 1361         | 2291,53        | [ 175 ] |
| 092387 | Mähring                        | Warmensteinach                      | Mähring | 0,088         | 8            | 10939,04       | [ 176 ] |
| 092386 | Oberwarmensteinach             | Warmensteinach                      | Fleckl, Geiersberg, Geiersberg (hinterer), Grassemann, Grenzhammer, Hempelsberg, Hütten, Oberwarmensteinach, Schmidleithen, Stechenberg, Wagenthal                                | 4,230         | 960          | 4406,28        | [ 177 ] |
| 092460 | Sophienthaler Forst            | [mehrere]                           | | 14,223        | 162          | 87798,01       | [ 178 ] |
| 092460 | Sophienthaler Forst 0          | Warmensteinach                      | |               |              |                |         |
| 092460 | Sophienthaler Forst 1          | Weidenberg                          | |               |              |                |         |
| 092384 | Warmensteinacher Forst-Nord    | [mehrere]                           | | 9,519         | 91           | 104601,12      | [ 179 ] |
| 092384 | Warmensteinacher Forst-Nord 0  | Warmensteinacher Forst-Nord         | |               |              |                |         |
| 092384 | Warmensteinacher Forst-Nord 1  | Warmensteinach                      | |               |              |                |         |
| 092461 | Warmensteinacher Forst-Süd     | Warmensteinach                      | | 5,636         | 59           | 95528,63       | [ 180 ] |
| 092449 | Weidenberg                     | Weidenberg                          | Rosenhammer, Schafhof, Weidenberg | 8,080         | 2649         | 3050,08        | [ 181 ] |
| 092445 | Döhlau                         | Weidenberg                          | Döhlau, Erdelberg, Görau, Hilpertsgraben, Höflas | 5,329         | 605          | 8808,44        | [ 182 ] |
| 092453 | Fischbach                      | Weidenberg                          | Fischbach | 4,502         | 535          | 8414,68        | [ 183 ] |
| 092446 | Görschnitz                     | Weidenberg                          | Au, Eichenhof, Eichleithen, Görschnitz, Gossenreuth, Grund, Heßlach, Keilstein, Lochmühle                                                                                         | 9,269         | 1033         | 8972,76        | [ 184 ] |
| 092448 | Lankendorf                     | Weidenberg                          | Lankendorf, Ützdorf | 5,180         | 334          | 15507,53       | [ 185 ] |
| 092454 | Lehen                          | Weidenberg                          | Glotzdorf, Hartmannsreuth, Haselhöhe, Lehen, Letten | 4,335         | 498          | 8703,90        | [ 186 ] |
| 092452 | Lessau                         | Weidenberg                          | Flurhof, Gebhardtshof, Lessau, Neuwiese, Stockau, Stockau Bahnhof | 7,587         | 761          | 9969,29        | [ 187 ] |
| 092450 | Mengersreuth                   | Weidenberg                          | Kattersreuth, Kolmreuth, Mengersreuth, Mittlernhammer, Rügersberg, Wildenreuth | 3,917         | 585          | 6695,79        | [ 188 ] |
| 092451 | Neunkirchen am Main            | Weidenberg                          | Altmühle, Bruckmühle, Grünhof, Lohe, Neunkirchen am Main, Sorg | 3,648         | 637          | 5726,39        | [ 189 ] |
| 092447 | Sophienthal                    | Weidenberg                          | Sophienthal | 2,514         | 279          | 9010,60        | [ 190 ] |
| 092444 | Untersteinach                  | Weidenberg                          | Böritzen, Hammer, Kleinmühle, Saas, Untersteinach, Wölgada | 4,791         | 745          | 6430,46        | [ 191 ] |